# L'Île-d'Orléans
Ne pas confondre avec l'article Île d'Orléans concernant l'île
L'Île-d'Orléans est une municipalité régionale de comté (MRC) de la province de Québec, dans la région administrative de la Capitale-Nationale, créée le 1er janvier 1982. Son chef-lieu est la paroisse de Sainte-Famille-de-l'Île-d'Orléans. Avec une population de 7 082 habitants en 2016, l'île est organisée en six entités municipales : cinq municipalités et un village. En 2011, son préfet est Jean-Pierre Turcotte, son suppléant est Jean-Claude Pouliot. Elle occupe en entier l'île d'Orléans et fait partie de la Communauté métropolitaine de Québec.

## Géographie
L'île d'Orléans, qui a une superficie de 190,4 km2 (33,3 km de long sur 8 km de large) se trouve immédiatement en aval de Québec, dans l'estuaire du Saint-Laurent. Il s'agit de la plus grande île du fleuve, après l'île de Montréal et l'île Jésus. Elle forme un plateau relativement régulier dans des roches appalachiennes, culminant à 137 m d'altitude et bordé par des versants abrupts. Entourée par de larges battures au nord et une étroite terrasse au sud, la partie centrale de L'île d'Orléans est boisée avec de la forêt des feuillus et des conifères du Canada. L'île est très fertile et bénéficie d'un microclimat doux. Elle est drainée par les ruisseaux Maheu, Lafleur, Dauphine et du Moulin.

### Entités territoriales
La MRC est constituée de six municipalités locales, soit cinq bénéficiant du statut de municipalité et une du statut de municipalité de village.
| Nom                               | Statut                  | Population 2021 | Superficie (km2) | Densité (h/km2) | Ref. |
| --------------------------------- | ----------------------- | --------------- | ---------------- | --------------- | ---- |
| Saint-François-de-l'Île-d'Orléans | Municipalité            | 536             | 102,8            | 5,21            |      |
| Saint-Jean-de-l'Île-d'Orléans     | Municipalité            | 1 026           | 43,5             | 23,59           |      |
| Saint-Laurent-de-l'Île-d'Orléans  | Municipalité            | 1 607           | 35               | 45,91           |      |
| Saint-Pierre-de-l'Île-d'Orléans   | Municipalité            | 1 743           | 32,2             | 54,13           |      |
| Sainte-Famille-de-l'Île-d'Orléans | Municipalité            | 850             | 50,7             | 16,77           |      |
| Sainte-Pétronille                 | Municipalité de village | 1 055           | 4,3              | 245,35          |      |
| Total                             | Total                   | 6 817           | 268,5            | 25,39           |      |

### Chenaux
- Chenal des Grands Voiliers
- Chenal de l'Île d'Orléans

## Démographie
| 1991  | 1996  | 2001  | 2006  | 2011  | 2016  | 2021  |
| ----- | ----- | ----- | ----- | ----- | ----- | ----- |
| 6 938 | 6 892 | 6 779 | 6 862 | 6 711 | 7 082 | 6 817 |

## Histoire

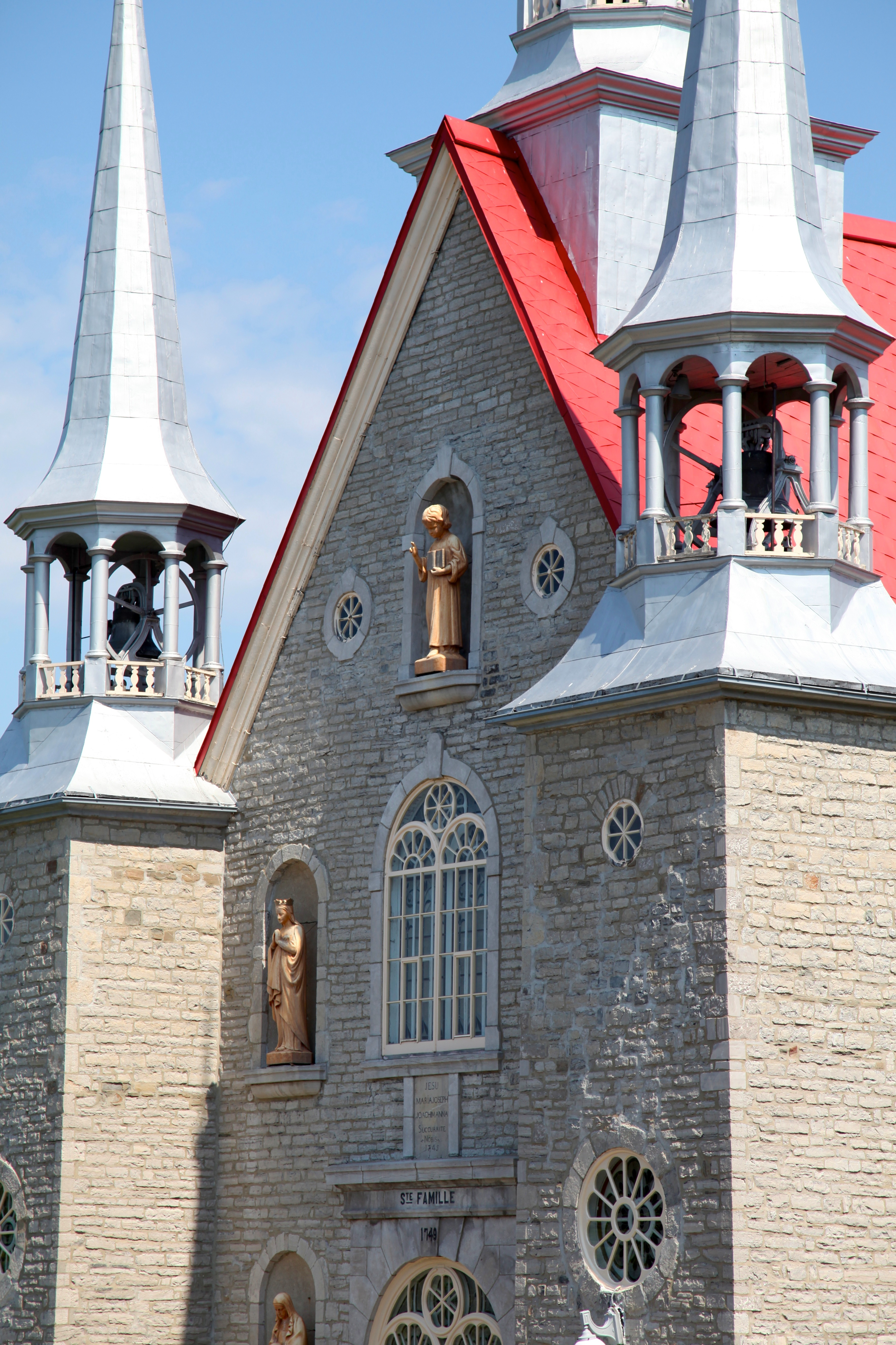
L'église de Sainte-Famille de l'Île-d'Orléans de tradition catholique, construit de 1743 à 1747.

### Héraldique
| J'accueille et je nourris |
| ------------------------- |

| L'écu de l'Île d'Orléans se blasonne ainsi : D'azur, au chef d'argent, chargé d'une île de gueules, nommée d'or et environnée de six croix, du même et accompagné, à dextre, de six épis et, à senestre, d'un cep de vigne portant une pomme, une grappe de raisins et des fraises, le tout d'or. |

## Administration
| Période                                  | Période  | Identité             | Étiquette                                     | Qualité        |
| ---------------------------------------- | -------- | -------------------- | --------------------------------------------- | -------------- |
| 1989                                     | 1995     | Conrad Gagnon        | Maire de Saint-Pierre-de-l'Île-d'Orléans      |                |
| 1996                                     | 2017     | Jean-Pierre Turcotte | Maire de Sainte-Famille-de-l'Île-d'Orléans    |                |
| 2017                                     | 2021     | Harold Noël          | Maire de Sainte-Pétronille                    | Agroéconomiste |
| 2021                                     | En cours | Lina Labbé           | Mairesse de Saint-François-de-l'Île-d'Orléans |                |
| Les données manquantes sont à compléter. |          |                      |                                               |                |